# Пшерадово
Пшерадово (пол. Przeradowo) — село в Польщі, у гміні Шелькув Маковського повіту Мазовецького воєводства.
Населення — 232 особи (2011).
У 1975-1998 роках село належало до Остроленцького воєводства.

## Демографія
Демографічна структура станом на 31 березня 2011 року:
|          | Загалом | Допрацездатний вік | Працездатний вік | Постпрацездатний вік |
| -------- | ------- | ------------------ | ---------------- | -------------------- |
| Чоловіки | 111     | 17                 | 69               | 25                   |
| Жінки    | 121     | 15                 | 63               | 43                   |
| Разом    | 232     | 32                 | 132              | 68                   |